# KNVB beker 2019-2020
La KNVB Beker 2019-2020 è stata la 102ª edizione della KNVB beker di calcio. L'edizione, iniziata il 17 agosto 2019, è stata sospesa e dichiarata non assegnata dalla Federazione calcistica dei Paesi Bassi (KNVB) il 24 aprile 2020, a seguito dell'emergenza dovuta alla pandemia di COVID-19 nei Paesi Bassi.

## Fase preliminare

### Primo turno preliminare
| Squadra 1         | Risultato       | Squadra 2          |
| ----------------- | --------------- | ------------------ |
| 17 agosto 2019    |                 |                    |
| Hoogland          | 1 – 3           | Jodan Boys         |
| Achilles Veen     | 6 – 0           | USV Hercules       |
| Barendrecht       | 6 – 0           | RKSV Wittenhorst   |
| DVS '33           | 1 – 1 (2-3 dtr) | HC & CV Quick      |
| 's-Gravenzande    | 2 – 0           | Heeze              |
| Huizen            | 2 – 3           | GOES               |
| Lisse             | 1 – 2           | Ajax Amateurs      |
| ODIN '59          | 3 – 1           | Gemert             |
| Rijnvogels        | 0 – 4           | OSS '20            |
| Ter Leede         | 1 – 4           | Fortuna Wormerveer |
| Vroomshoopse Boys | 0 – 4           | EVV                |
| DOVO              | 2 – 4           | OFC Oostzaan       |
| VVOG              | 3 – 0           | Minor              |
| VVSB              | 2 – 4           | Harkemase Boys     |
| Excelsior '31     | 2 – 1           | DEM                |
| Sparta Nijkerk    | 3 – 2           | UNA                |
| VEV '67           | 0 – 3           | Silvolde           |
| ROHDA Raalte      | 1 – 2           | DUNO               |
| RKVV SDO Bussum   | 1 – 0           | ARC                |
| Drachtster Boys   | 0 – 4 (dts)     | Dongen             |
| Kloetinge         | 1 – 0           | Lienden            |
| Westlandia        | 2 – 0           | Zuidvogels         |
| TOP Oss Amateurs  | 2 – 6           | HSV Hoek           |
| Groene Ster       | 5 – 0           | Winsum             |
| HSC '21           | 2 – 4           | SteDoCo            |
| Mierlo-Hout       | 2 – 3           | Flevo Boys         |
| Blauw Geel '38    | 2 – 1           | VV Sliedrecht      |
| 28 agosto 2019    |                 |                    |
| ADO '20           | 3 – 0           | ONS Sneek          |

### Secondo turno preliminare
| Squadra 1         | Risultato         | Squadra 2          |
| ----------------- | ----------------- | ------------------ |
| 24 settembre 2019 |                   |                    |
| Quick Boys        | 2 – 3 (dts)       | Katwijk            |
| Achilles Veen     | 1 – 1 (12-11 dtr) | HHC                |
| ASWH              | 5 – 1             | TEC VV             |
| GVVV              | 2 – 1             | Kozakken Boys      |
| Noordwijk         | 1 – 3 (dts)       | Rijnsburgse Boys   |
| ODIN '59          | 4 – 3 (dts)       | Barendrecht        |
| SVV Scheveningen  | 0 – 1             | Harkemase Boys     |
| VVOG              | 0 – 2             | Ajax Amateurs      |
| 25 settembre 2019 |                   |                    |
| ADO '20           | 0 – 2             | Fortuna Wormerveer |
| Blauw Geel '38    | 0 – 1             | De Treffers        |
| Dongen            | 1 – 2             | Excelsior '31      |
| DUNO              | 2 – 3             | HC & CV Quick      |
| EVV               | 0 – 0 (4-5 dtr)   | Flevo Boys         |
| OSS '20           | 5 – 1             | Jodan Boys         |
| Groene Ster       | 2 – 0             | Kloetinge          |
| Silvolde          | 2 – 3             | GOES               |
| Spakenburg        | 2 – 0             | RKVV SDO Bussum    |
| Westlandia        | 2 – 2 (3-4 dtr)   | OFC Oostzaan       |

## Fase finale

### Primo turno
| Squadra 1           | Risultato       | Squadra 2          |
| ------------------- | --------------- | ------------------ |
| 19 ottobre 2019     |                 |                    |
| 's-Gravenzande      | 1 – 3           | SteDoCo            |
| 29 ottobre 2019     |                 |                    |
| Vitesse             | 2 – 0           | De Graafschap      |
| Achilles Veen       | 0 – 2           | Roda JC            |
| Almere City         | 1 – 3           | Go Ahead Eagles    |
| Dordrecht           | 3 – 1           | MVV                |
| Excelsior           | 4 – 2 (dts)     | N.E.C.             |
| OSS '20             | 1 – 2           | TOP Oss            |
| Flevo Boys          | 0 – 3           | Katwijk            |
| GOES                | 0 – 5           | Cambuur            |
| GVVV                | 2 – 1           | Helmond Sport      |
| Koninklijke HFC     | 1 – 2           | Telstar            |
| HSV Hoek            | 0 – 3           | PEC Zwolle         |
| IJsselmeervogels    | 3 – 0           | Den Bosch          |
| Rijnsburgse Boys    | 0 – 4           | Eindhoven          |
| NAC Breda           | 3 – 2           | Emmen              |
| 30 ottobre 2019     |                 |                    |
| Heracles Almelo     | 4 – 3           | RKC Waalwijk       |
| AFC                 | 3 – 3 (2-4 dtr) | ODIN '59           |
| Ajax Amateurs       | 2 – 2 (2-3 dtr) | OFC Oostzaan       |
| De Treffers         | 0 – 2           | Twente             |
| Excelsior Maassluis | 0 – 3           | Heerenveen         |
| Groene Ster         | 2 – 2 (4-2 dtr) | VVV-Venlo          |
| Harkemase Boys      | 1 – 2           | Groningen          |
| HC & CV Quick       | 0 – 4           | Willem II          |
| Spakenburg          | 2 – 0           | ASWH               |
| Sparta Nijkerk      | 5 – 2           | Fortuna Wormerveer |
| Sparta Rotterdam    | 1 – 0           | Volendam           |
| 31 ottobre 2019     |                 |                    |
| Excelsior '31       | 1 – 4           | Utrecht            |
| Fortuna Sittard     | 3 – 0           | ADO Den Haag       |

### Secondo turno
| Squadra 1        | Risultato       | Squadra 2        |
| ---------------- | --------------- | ---------------- |
| 17 dicembre 2019 |                 |                  |
| Twente           | 2 – 5           | Go Ahead Eagles  |
| Excelsior        | 0 – 2           | Eindhoven        |
| IJsselmeervogels | 1 – 0           | SteDoCo          |
| Vitesse          | 4 – 0           | ODIN '59         |
| Heerenveen       | 2 – 0           | Roda JC          |
| Katwijk          | 0 – 0 (3-4 dtr) | TOP Oss          |
| Fortuna Sittard  | 3 – 0           | PEC Zwolle       |
| 18 dicembre 2019 |                 |                  |
| Telstar          | 3 – 4           | Ajax             |
| Heracles Almelo  | 3 – 0           | Dordrecht        |
| OFC Oostzaan     | 0 – 0 (4-5 dtr) | Spakenburg       |
| Sparta Nijkerk   | 0 – 1 (dts)     | NAC Breda        |
| AZ Alkmaar       | 3 – 0           | Groene Ster      |
| Willem II        | 3 – 0           | Sparta Rotterdam |
| GVVV             | 1 – 2 (dts)     | PSV              |
| 19 dicembre 2019 |                 |                  |
| Groningen        | 0 – 1           | Utrecht          |
| Cambuur          | 1 – 2           | Feyenoord        |

### Ottavi di finale
| Squadra 1        | Risultato       | Squadra 2       |
| ---------------- | --------------- | --------------- |
| 21 gennaio 2020  |                 |                 |
| TOP Oss          | 0 – 2           | AZ Alkmaar      |
| Eindhoven        | 1 – 2 (dts)     | Utrecht         |
| 22 gennaio 2020  |                 |                 |
| Heracles Almelo  | 0 – 2           | Vitesse         |
| Ajax             | 7 – 0           | Spakenburg      |
| Heerenveen       | 2 – 2 (4-3 dtr) | Willem II       |
| 23 gennaio 2020  |                 |                 |
| IJsselmeervogels | 1 – 1 (6-7 dtr) | Go Ahead Eagles |
| NAC Breda        | 2 – 0           | PSV             |
| 28 gennaio 2020  |                 |                 |
| Fortuna Sittard  | 1 – 2 (dts)     | Feyenoord       |

### Quarti di finale
| Squadra 1        | Risultato | Squadra 2 |
| ---------------- | --------- | --------- |
| 12 febbraio 2020 |           |           |
| AZ Alkmaar       | 1 – 3     | NAC Breda |
| Vitesse          | 0 – 3     | Ajax      |
| 13 febbraio 2020 |           |           |
| Go Ahead Eagles  | 1 – 4     | Utrecht   |
| Heerenveen       | 0 – 1     | Feyenoord |

### Semifinali
| Squadra 1    | Risultato | Squadra 2 |
| ------------ | --------- | --------- |
| 4 marzo 2020 |           |           |
| Utrecht      | 2 – 0     | Ajax      |
| 5 marzo 2020 |           |           |
| Feyenoord    | 7 – 1     | NAC Breda |

### Finale
| Rotterdam 19 aprile 2020 | Utrecht | – | Feyenoord | De Kuip |